# 3e régiment de zouaves
 (janvier 2024).
Pour les articles homonymes, voir 3e régiment.
Le 3e régiment de zouaves (3e RZ) est un régiment d'infanterie français, de l'armée d'Afrique, constitué sous le Second Empire en Algérie française, affecté à la province de Constantine, ayant existé entre 1852 et 1962. 
Il est l'un des régiments les plus décorés de l'armée française. Il se distingue particulièrement lors de la Première Guerre mondiale, au cours de laquelle il est cité six fois à l'ordre de l'Armée et obtient la Légion d'honneur. Puis lors de la Seconde Guerre mondiale, il est à nouveau cité deux fois à l'ordre de l'Armée.

## Création et différentes dénominations
- 23 mars 1852 : création du 3e régiment de zouaves à partir du 3e bataillon de zouaves et de volontaires de 23 régiments de ligne et de 11 régiments légers.
- 1914 : 3e régiment de marche de zouaves.
- 20 décembre 1925 : dissolution du 3e régiment de marche de zouaves.
- 1962 : dissolution.

## Devise
- J'y suis, j'y reste

## Chefs de corps
- 1852-1854 : Colonel Tarbouriech
- 1854-1855 : Colonel de Saint-Pol
- 1855-1855 : Colonel de Bonnet-Maureilhan de Polhes
- 1855-1859 : Colonel de Chabron
- 1859-1864 : Colonel Mangin
- 1864-1865 : Colonel Tourre
- 1865-1870 : Colonel Bocher
- 1871-1878 : Colonel Cloux
- 1878-1881 : Colonel Cajard
- 1881-1885 : Colonel Bertrand
- 1885-1888 : Colonel Lucas
- 1889-1893 : Colonel Fontebride
- 1893-1897 : Colonel Mauduit
- 1897-1903 : Colonel Schewaebel
- 1903-1907 : Colonel Espinasse
- 1908-1909 : Colonel Dalbiez
- 1909-1912 : Colonel Grandjean
- 1912-1914 : Colonel Frances
- 1914-1915 : Colonel Le Bouhelec
- 1915-1915 : Lieutenant-colonel Louis
- 1915-1917 : Colonel Philippe
- 1917-1929 : Colonel Mondielli
- 1929-1929 : Colonel Bru

## Historique des garnisons, campagnes et batailles du3ezouaves

### Second Empire
- 1838-1853:
  - Conquête de l'Algérie par la France
- 1854-1856: Guerre de Crimée,
  - Bataille de l'Alma
  - Siège de Sébastopol (1854)
- 1857:
  - Conquête de l'Algérie par la France

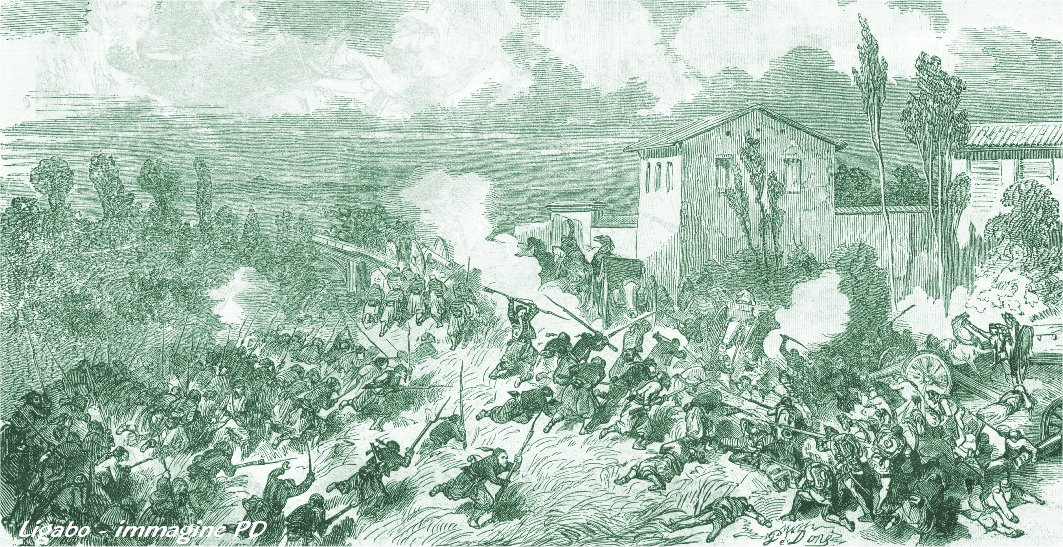
Le 3e régiment de zouaves à la bataille de Palestro

- 1859: La guerre paraissant inévitable avec l'Autriche, un décret du 14 mars 1859 organisa les régiments de zouaves à 3 bataillons de guerre à 6 compagnies et un dépôt formé avec les 7e, 8e et 9e compagnies de chaque bataillon.

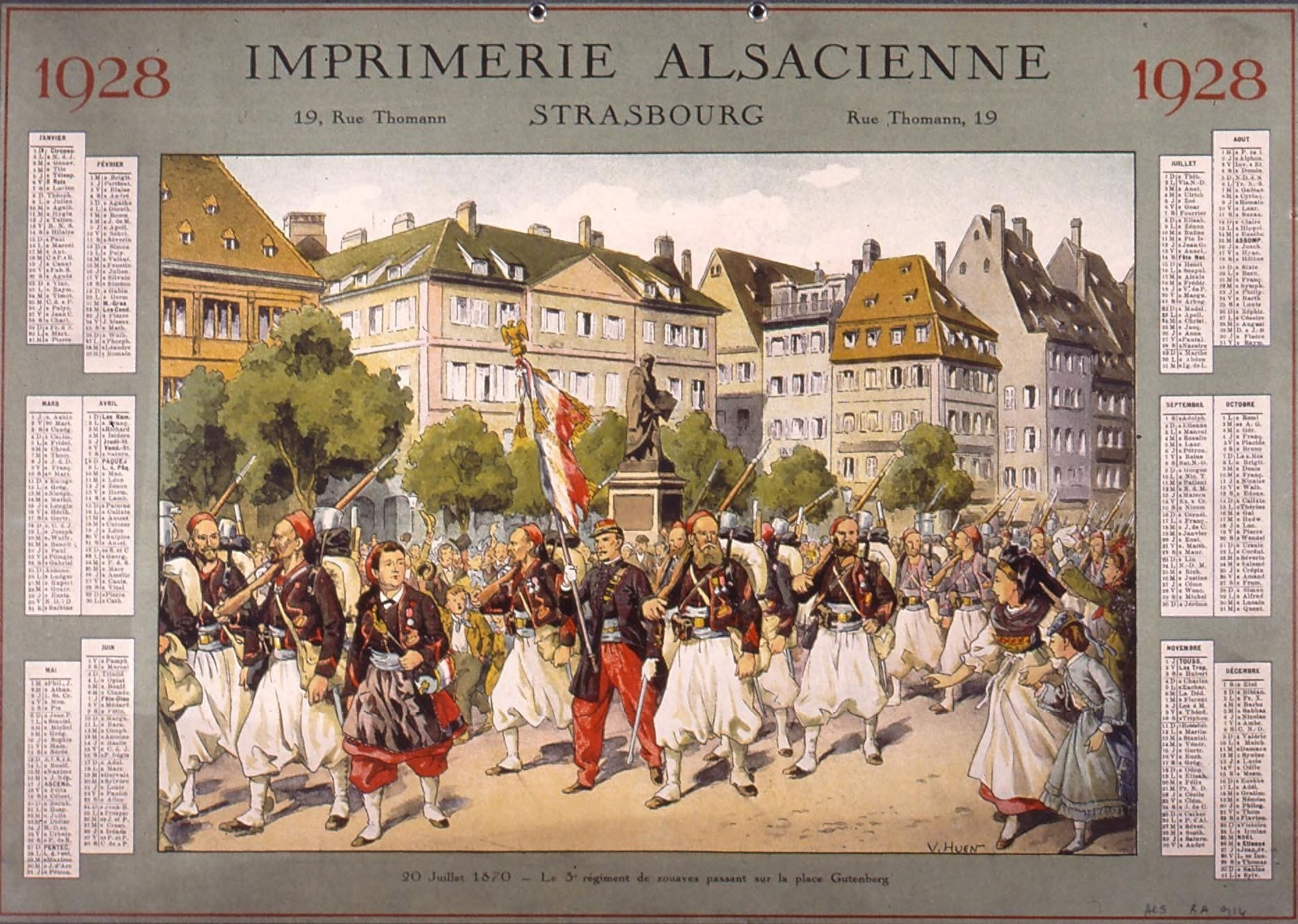
20 juillet 1870 : le 3e régiment de zouaves passant sur la place Gutenberg

  - Campagne d'Italie (1859),
    - 31 mai Bataille de Palestro
- 1860:
  - Conquête de l'Algérie par la France
- 1862-1867: Expédition du Mexique,
  - Bataille de San Lorenzo
- 1869:
  - Conquête de l'Algérie par la France20 juillet 1870 : le 3e régiment de zouaves passant sur la place Gutenberg
- 1870-1871: Guerre de 1870
  - Bataille de Frœschwiller

### 1871 à 1914
Le 27 mars 1871, des éléments du régiment rentrant de captivité sont amalgamés avec d'autres éléments de diverses unités pour former le 1er régiment d'infanterie provisoire.
- 1881: Tunisie
- 1908-1912: Campagne du Maroc

### Première Guerre mondiale

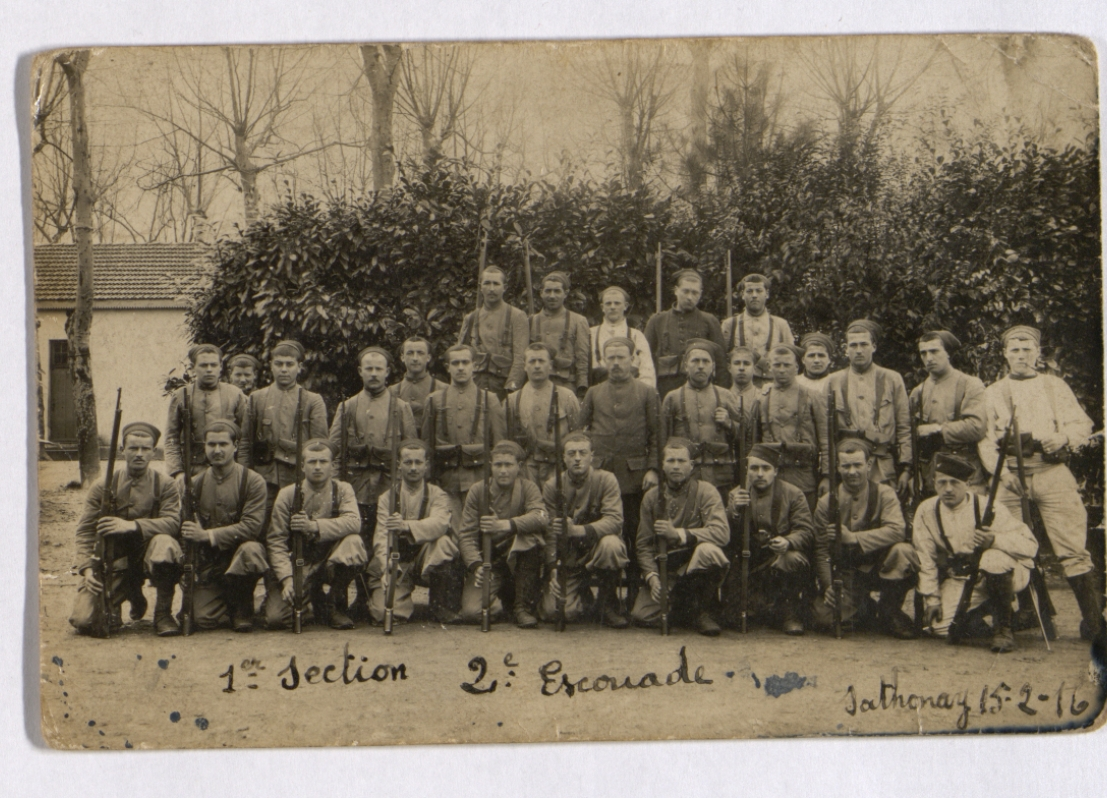
Escouade du régiment à l'entrainement à Sathonay, février 1916.

Le 3e régiment de marche de zouaves appartient à la 37e division d'Afrique et il est constitué au camp de Sathonay-Camp par le 1er bataillon, venu de Constantine, les 5e et 11e formés en France.

#### 1915
Le 28 janvier 1916, le généralissime, en attribuant la fourragère au régiment, a fait lire la citation suivante, à l'ordre de la IVe armée : 3e régiment de marche de zouaves sous les ordres du lieutenant-colonel Louis. Le 25 septembre 1915, s'est rué à l'assaut des tranchées allemandes avec un élan et un enthousiasme qui confinent au sublime. Bien que pris de tous les côtés par un feu formidable d'artillerie et d'infanterie s'est enfoncé comme un coin dans les lignes ennemies qu'il a crevées sur une profondeur de 2 kilomètres, s'est emparé de onze pièces d'artillerie et de neuf mitrailleuses, a fait 400 prisonniers et ne s'est arrêté, bien qu'ayant perdu son chef et presque tous ses cadres, que lorsqu'il a été à bout de souffle. Dans toutes les circonstances où il a été engagé depuis le début de la campagne s'est montré à la hauteur des vieux régiments de zouaves ; en Champagne, il les a dépassés. Déjà, le 19 septembre 1914, il avait pris un drapeau à l'ennemi. Signé : le général Henri Joseph Eugène Gouraud, commandant la IVe armée.
Le lieutenant-colonel René Louis, saint cyrien promotion "Chalons" avait été nommé chef de corps du 3ème régiment de zouaves par décision du Maréchal Joffre le 28 avril 1915.
Professeur de cours de tactique générale et d'infanterie à l'Ecole de Guerre, un amphithéâtre de l'Ecole militaire de Paris porte aujourd'hui son nom.
Une plaque apposée à l'Ecole militaire de Paris devant l'amphithéâtre Louis porte la mention : "A la mémoire du lieutenant colonel René Louis professeur du cours de tactique générale et d'infanterie de 1911 à 1914 tombé pour la France en Champagne le 25 septembre 1915 à la tête du 3ème régiment de zouaves".
- 25 septembre-6 octobre : seconde bataille de Champagne

### Entre-deux-guerres
Le 22 mars 1919, sur les plateaux du Taunus, le général Mangin accroche au drapeau la fourragère aux couleurs de la Légion d'honneur. Le 3e zouaves occupe ensuite Wiesbaden. Le 13 juillet 1919, le président de la République remet la médaille militaire au drapeau.
Le 13 août 1919, le 3e zouaves quittait les pays rhénans et regagnait la ville de Constantine le 26 août, d'autres bataillons prennent place à Philippeville et à Batna.
Après la Première Guerre mondiale, 6 régiments seront conservés :
- 1er régiment de zouaves à Casablanca,
- 2e régiment de zouaves à Oujda, Fèz et Marrakech,
- 3e régiment de zouaves à Constantine,
- 4e régiment de zouaves à Tunis,
- 8e régiment de zouaves à Oran,
- 9e régiment de zouaves à Alger.

Il participe à la campagne suivante :
- 1925-1926 : Campagne du Rif (Maroc)

### Seconde Guerre mondiale

#### 1939-1940
- Le 3 septembre 1939, le 3e régiment de zouaves fait mouvement avec la 85e division d'infanterie d'Afrique vers le Sud-Tunisien puis monte en novembre sur la ligne Mareth.
- En février 1940, la division est désignée pour rejoindre le front français. Le régiment embarque à Alger le 21 mai 1940 à destination de Marseille.
- Le 6 juin, la division fait mouvement sur Beauvais et s’organise défensivement.
- Les 9 et 10 juin, la division se replie sur l’Oise vers Neuville-sur-Oise.
- Le 13 juin, il se replie sur Le Pecq.
- Le 14 juin, il fait mouvement sur Courcelle et Bures-sur-Yvette.
- Le 15 juin, les Allemands attaquent les points d’appui tenus par le régiment sur l’Yvette. Le régiment décroche sur ordre en direction de l’Orge et de Saint-Chéron où les Allemands attaquent de nouveau.
- Le  16 juin, le régiment se replie sur La Forêt-le-Roi puis Arbouville, où il subit de nouvelles attaques ainsi qu'entre Pussay, Angerville, Dommerville, où il devait succomber écrasé après avoir sauvé son drapeau et infligé des pertes sévères à l'ennemi.
- Le 16 juin en fin d’après-midi, le régiment a cessé d’exister et seuls quelques isolés parviendront le 24 juin sur la Dordogne après avoir lutté sans répit de Beauvais à Angerville (nord-ouest d'Orléans)

#### 1942-1943
Du 8 novembre 1942 au 13 mai 1943, le régiment est engagé en Tunisie.
- 1942 : à partir du 27 avril, le 3e Zouaves résista pendant plus de 2 semaines aux attaques incessantes des Allemands.
- 1943 : Tunisie, il devait dès novembre être engagé à des opérations de guerre et connaître ensuite pendant sept mois des épreuves de toutes sortes au cours d'un hiver rigoureux, en face d'un ennemi fougueux.

Le régiment rentre à Constantine dans le courant du mois de juin 1943.

#### 1944-1945

##### Libération de la France, août 1944-avril 1945
Après avoir subi en Algérie de profondes transformations, reçu du matériel puis un équipement américain, les 1er, 2e et 3e régiments de zouaves, formant chacun un bataillon de marche sur half-track (bataillons de marche 1, 2 et 3), entraient dans la composition de la 1re division blindée. 
- Le 9 août 1944, le 3e bataillon de zouaves portés embarque à Mers el Kébir à destination de la France.
- Débarqué dans la nuit du 15 au 16 août à La Nartelle, il rejoint le CC1 qui se regroupe dans la région de Sainte-Maxime.
- Opérations en Provence (16 au 30 août) : combats d’Aubagne (20 au 22 août)
- opérations dans la vallée du Rhône (31 août au 3 septembre) : progresse sur la rive ouest et atteint Quincieux le 3 septembre.
- Le 13 septembre, le bataillon participe à la prise de Langres, puis marche vers Jussey, Vesoul et rejoint Lure le 19 septembre.
- opérations dans les Vosges (20 septembre au 21 octobre) : en secteur au Bois le Prince, le bataillon y subit les attaques allemandes jusqu’au 30 septembre. Du 4 au 10 octobre, il progresse difficilement en direction du Fort de Château-Lambert.

- Opérations en Alsace (16 au 30 novembre) : de Baume-les-Dames, le bataillon marche du  19 au 26 novembre  sur Mulhouse après avoir livré combat le  20 novembre pour la conquête d’Hirsingue et le 21 novembre lors de la prise d’Altkirch.
- Opérations de la poche de Colmar (20 janvier au 9 février 1945) : conquête de Richwiller, Sainte-Thérèse puis Ensisheim.

Le bataillon stationne ensuite à Mulhouse puis fait mouvement sur Strasbourg en avril et rejoint Rastatt en Allemagne. 
Le 3e bataillon de zouaves portés est cité à l’ordre de l’armée pour l’ensemble de cette campagne.

##### Campagne d’Allemagne, avril-mai 1945
- Le 18 avril 1945, le bataillon franchit le Rhin à Roppenheim pour rejoindre Freudenstadt.
- Batailles de la Forêt-Noire (19 au 22 avril) : le bataillon atteint le Neckar à Horb. Le 21 avril, il atteint le Danube entre Hausen im Tal et Tuttlingen. Le 22 avril, il progresse jusqu’à Mengen et Sigmaringen.
- Batailles d’Ulm (23 et 24 avril) : poursuite de la progression sur les deux rives du Danube et entrée dans Ulm le 24 avril.

La participation du bataillon aux combats des 23 et 24 avril est rappelé sur le drapeau du régiment par l’inscription « DANUBE 1945 ».
- Les 25 et 26 avril, le bataillon participe au nettoyage de la zone au sud du Danube dans la région Sauggart, Uttenweiler.
- Bataille d’Autriche (27 avril au 1er mai) : le bataillon progresse jusqu’à la ligne Immenstadt, Aach puis pousse jusqu’à Oberstdorf aux pieds des Alpes bavaroises et autrichiennes.
- Le 2 mai, le bataillon est regroupé dans la région de Biberach.
- Le 8 mai, jour de l’Armistice, il entame son mouvement vers la région de Landau.

## Inscriptions portées sur le drapeau du régiment
Il porte, cousues en lettres d'or dans ses plis, les inscriptions suivantes, :
- Sébastopol 1854-1855
- Kabylie 1857
- Palestro 1859
- San Lorenzo 1863
- Maroc 1908–1912
- Champagne 1915
- Verdun 1916
- Moreuil-Noyon 1918
- Le Faid 1943
- Danube 1945
- AFN 1952-1962

## Décorations
La fourragère a la couleur du ruban de la Légion d'honneur lui est attribuée, le 9 février 1919.
Décorations :
- Légion d'honneur  : attribuée le 9 novembre 1863[4],[5] pour la prise de deux drapeaux mexicains par le sous-lieutenant Henry et le zouave Stum à San Lorenzo en 1863.
- Médaille militaire : pour la prise du drapeau du 2e bataillon du 86e R.I. Allemand par le zouave Laroche, le 19.09.1914 à Tracy-le-Val.
- Croix de guerre 1914-1918 avec 6 palmes.
- Croix de guerre 1939-1945 avec 2 palmes.
- Médaille d'or de la valeur militaire Sarde en 1859.

- Médaille italienne de la valeur militaire en 1917.
- Médaille d'or de la Ville de Milan.

## Marche du3eZouaves
Comme pour tous leurs camarades des autres régiments de Zouaves, les zouzous du "3" ont pour chant de tradition : "Pan Pan l'Arbi ! ". Notons que les zouaves d’après 1945 entonnent aussi "les Africains".

## Personnalités notables ayant servi au3eRZ
- Charles Lowenski Fisson Jaubert d'Aubry de Puymorin (1832-1910) alors capitaine
- Frédéric Bazille (1841-1870), au régiment pendant la guerre franco-allemande de 1870 au cours de laquelle il est tué.
- Paul Déroulède (1846-1914), au régiment pendant la guerre franco-allemande de 1870.
- André Déroulède (1852-1907), frère du précédent, au régiment dans la même période.
- André  Dody (1887-1960), général de corps d'armée. Capitaine puis chef de bataillon au 3e RZ au cours de la Première Guerre mondiale.
- Joseph Arthur Dufaure du Bessol (1828-1908), capitaine lors de l'expédition du Mexique.
- Félix Hervé (1837-1904), général de division, grand-croix de la Légion d'honneur en 1898, sert comme officier, commandant de compagnie puis de bataillon, au 3e zouaves entre 1855 et 1874 et participe à toutes les campagnes. Il a notamment Paul Déroulède sous ses ordres. Colonel. Il rejoint ensuite ensuite le 1er zouaves en 1874.
- René Mondenx (1911-1971), résistant français, Compagnon de la Libération.
- Henri Muller (1900-1944), résistant français, Compagnon de la Libération.

## Sources et bibliographie
- Général de Fleurian, 3e régiment de zouaves - Les Tirailleurs d'hier et d'aujourd'hui.
- Jean louis Larcade, Zouaves & Tirailleurs Les régiments de marche et les régiments mixtes (1914-1918), 2 tomes, Editions des Argonautes, 2000.
- Lieutenant A. Marjoulet, Historique du 3e régiment de zouaves, 1887. Lire en ligne.